# Rossana Lombardo
Rossana Lombardo (Formia, 9 luglio 1962) è un'ex velocista italiana.

## Biografia
Nata nel 1962 a Formia, in provincia di Latina, è figlia di Vincenzo Lombardo, velocista partecipante alle Olimpiadi di Helsinki 1952 e Melbourne 1956 e sorella di Patrizia Lombardo, anche lei velocista, che ha preso parte ai Giochi di Los Angeles 1984.
A 18 anni ha partecipato ai Giochi olimpici di Mosca 1980, nella staffetta 4×400 m con Daniela Porcelli, Agnese Possamai ed Erica Rossi, chiudendo 5ª in semifinale con il tempo di 3'46"2.
È stata campionessa italiana nella staffetta 4×400 m per 5 volte (dal 1979 al 1982 e nel 1985) con la Snia Milano, con compagne di staffetta Capitanio nel 1980, 1981 e 1982, Favaro e Tampellini nel 1979 e 1980, Costa nel 1981 e 1982, Zuliani nel 1979, Cappelletti nel 1981, Maffetti nel 1982 e Cilimbini, Masullo e Ratti nel 1985, anno nel quale ha ottenuto il migliore dei 5 tempi, 3'40"36.

## Palmarès
| Anno | Manifestazione  | Sede  | Evento            | Risultato  | Prestazione | Note |
| ---- | --------------- | ----- | ----------------- | ---------- | ----------- | ---- |
| 1980 | Giochi olimpici | Mosca | Staffetta 4×400 m | Semifinale | 3'46"2      |      |

## Campionati nazionali
- 5 volte campionessa nazionale nella staffetta 4×400 m (1979, 1980, 1981, 1982, 1985)

1979
- Oro ai Campionati nazionali italiani, staffetta 4×400 m - 3'45"3

1980
- Oro ai Campionati nazionali italiani, staffetta 4×400 m - 3'41"91

1981
- Oro ai Campionati nazionali italiani, staffetta 4×400 m - 3'44"03

1982
- Oro ai Campionati nazionali italiani, staffetta 4×400 m - 3'48"65

1985
- Oro ai Campionati nazionali italiani, staffetta 4×400 m - 3'40"36